# Gondenans-Montby
Gondenans-Montby – miejscowość i gmina we Francji, w regionie Burgundia-Franche-Comté, w departamencie Doubs.
Według danych na rok 1990 gminę zamieszkiwało 195 osób, a gęstość zaludnienia wynosiła 17 osób/km² (wśród 1786 gmin Franche-Comté Gondenans-Montby plasuje się na 550. miejscu pod względem liczby ludności, natomiast pod względem powierzchni na miejscu 359.).